# Женщина сверху

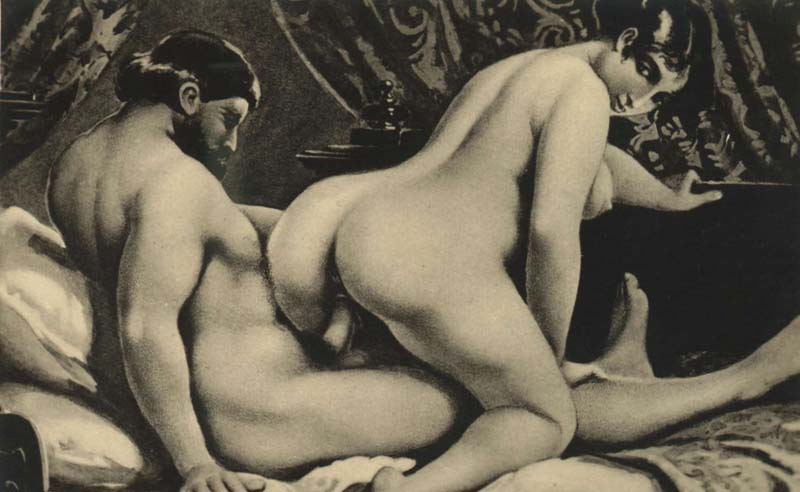
Позиция «Перевёрнутая наездница» в изображении Поля Авриля.

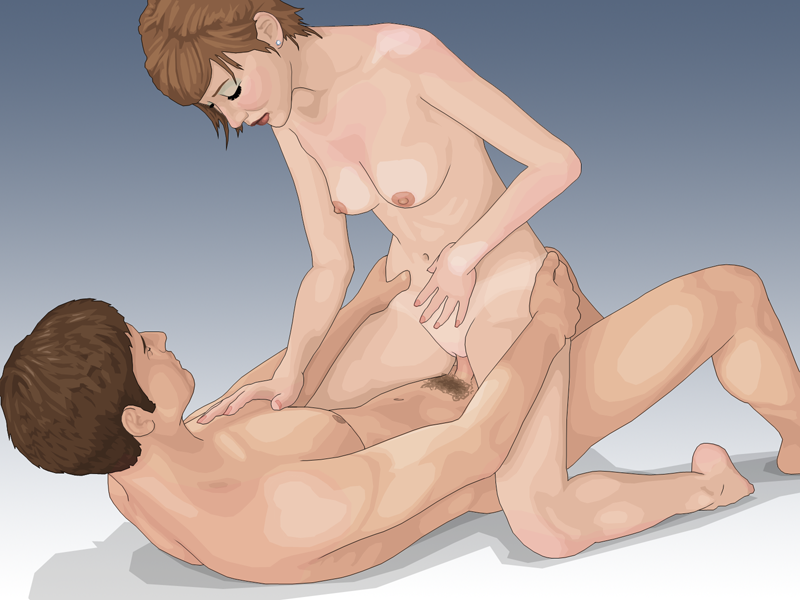
Вагинальный секс в позиции женщина сверху

«Же́нщина све́рху» (по́за нае́здницы, по́за амазо́нки англ. Cowgirl Position) — это собирательное название сексуальных позиций, предполагающих расположение женщины «верхом» на мужчине. 
В такой позиции женщина выступает активным партнёром, совершая большую часть движений. Мужчина, в свою очередь, поддерживает её, помогает ей держать равновесие и т. д.

## История
В Киевской Руси, где позиции строго регламентировались по нормам пенитенциалиев, позиция «женщина сверху» считалась, так же, как и на Западе, «великим грехом», вызовом «образу Божию». Наказывалась длительным (от трёх до десяти лет) покаянием, при этом с многочисленными ежедневными земными поклонами.

## Преимущества позиции
- В такой позиции женщина может двигаться с любой скоростью и в любых направлениях — это могут быть поступательные, вращательные или колебательные движения.
- Клитор и малые половые губы женщины получают дополнительную стимуляцию за счёт трения о тело партнёра.
- При таком положении руки у мужчины свободны и, если женщина расположена к нему лицом, он может ласкать её грудь и клитор[4][5][6].

## Варианты исполнения

### Классический
Это самая известная и распространённая позиция из этой серии. Мужчина ложится на спину, слегка согнув ноги в коленях. Женщина садится верхом на мужчину, введя в себя член, опирается на свои согнутые колени и начинает двигаться, выпрямляя и сгибая их. Женщина может двигаться как вверх-вниз, так взад и вперёд (для этого мужчина должен выпрямить ноги). Она также может опираться о согнутые ноги мужчины, слегка откинувшись назад (это даст возможность мужчине ласкать руками её клитор). Либо она может упереться руками в грудь мужчины, параллельно лаская его соски, мужчина в этот момент тоже может уделить внимание груди женщины.

### «Азиатская наездница»

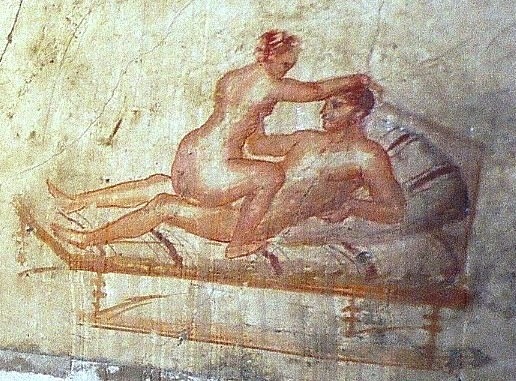
Позиция «Азиатская наездница» в изображении древнеримского художника

Мужчина ложится на спину, женщина садится верхом на низ его живота, введя в себя член. Ноги её согнуты в коленях, она опирается на ступни и двигается, приседая и поднимаясь над мужчиной. Её руки упираются в грудь мужчины. Поза отличается от предыдущей тем, что женщина опирается не на колени, а на ступни. При этом физически неподготовленной женщине может быть довольно сложно двигаться, поэтому мужчина может помочь ей в этом, приподнимая её снизу за бедра. В этой позе активность мужчины и женщины примерно равна.

### Перевёрнутая миссионерская

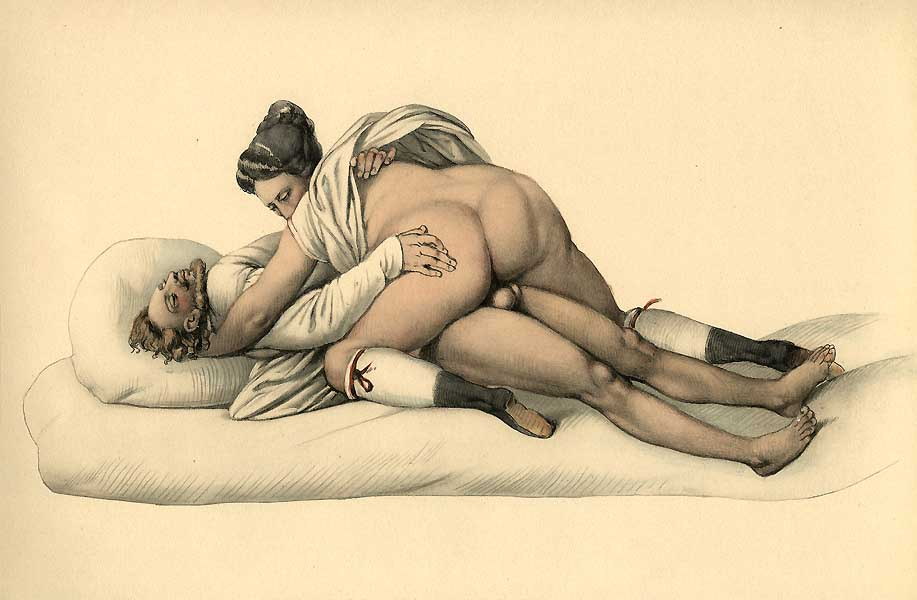
Перевёрнутая миссионерская позиция в изображении Иоганна Гейгера (1840)

Эта поза напоминает всем известную миссионерскую позицию, только сверху находится не мужчина, а женщина. Мужчина лежит на спине, сдвинув ноги. Женщина садится верхом на низ его живота, вводит в себя член мужчины, наклоняется довольно низко над мужчиной (животы партнёров должны соприкасаться). Руками и коленями она опирается на кровать по обеим сторонам партнёра и начинает двигаться взад-вперёд. Мужчина может ласкать спину женщины и её бедра. Эта позиция оптимальна для того, чтобы женщина получила клиторальный оргазм, потому что при движении она довольно интенсивно трётся о живот мужчины.

### Перевёрнутая наездница
Эта поза, обратная позе «наездница». Мужчина лежит на спине, выпрямив ноги. Женщина садится на колени верхом на низ живота мужчины, повернувшись спиной к его лицу, и вводит в себя пенис. Руками она опирается о ноги мужчины и начинает двигаться. Мужчина помогает женщине в движении, положив руки ей на ягодицы.

### Перевёрнутая азиатская наездница
Мужчина лежит на спине, согнув ноги в коленях. Его партнерша опускается над ним на корточки, вводит член в себя и садится верхом. Руками она опирается о колени мужчины и начинает двигаться — привставать и вновь садиться.